# El Señor de los Anillos: las dos torres (videojuego)
El Señor de los Anillos: las dos torres es un videojuego de acción hack and slash en tercera persona lanzado en 2002, basado en El Señor de los Anillos: la Comunidad del Anillo y El Señor de los Anillos: las dos torres, primera y segunda partes de la adaptación cinematográfica de Peter Jackson de El Señor de los Anillos. El juego fue publicado por EA Games; desarrollado por EA Redwood Shores y lanzado para PlayStation 2, Nintendo GameCube, Xbox y PocketPC. Se desarrolló también para Game Boy Advance una versión en estilo videojuego de rol.

## Jugabilidad
Es un juego de acción de hack and slash jugado desde una perspectiva en tercera persona. Presenta niveles tomados directamente de escenas de las películas o basados estrechamente en elementos de las mismas. Por ejemplo, los niveles durante la defensa del Abismo de Helm son muy similares a las escenas correspondientes en la película, pero un nivel en el Bosque de Fangorn en el que el jugador lucha contra orcos, Uruk-Hai y trolls es original del juego. Durante la mayor parte del juego, el jugador es libre de controlar a Aragorn, Gimli o Legolas. En el nivel de apertura principal del juego, sin embargo, establecido en la sima de Amon Sûl sólo se puede utilizar a Aragorn. Isildur también es un personaje jugable en un nivel tutorial establecido durante la Batalla de la Última Alianza. Todos los niveles posteriores se pueden jugar con cualquiera de los tres personajes. A menudo, los dos personajes no elegidos como personaje de jugador aparecerán como NPC de apoyo. Al completar el juego con los tres personajes, el jugador puede jugar en todos los niveles con Isildur. En la versión de Game Boy Advance, que se juega desde una vista isométrica de tres cuartos desde arriba hacia abajo, los personajes jugables son Aragorn, Legolas, Gandalf, Frodo y Éowyn, con Gimli disponible como un personaje desbloqueable una vez que el jugador haya completado el juego con otros dos personajes.
Aunque los tres personajes tienen diferentes armas y combos, su estilo básico de lucha es el mismo. Cada personaje tiene un ataque rápido que hace un daño mínimo y se puede bloquear fácilmente, y un ataque feroz, que hace más daño, pero es más lento y deja al jugador vulnerable al ataque. Solo los ataques feroces pueden romper los escudos enemigos. Cada personaje también tiene un ataque a distancia, un "movimiento asesino", un bloqueo, un retroceso, un salto hacia atrás y un ataque devastador. Los combos son una parte importante del combate, y cada personaje tiene acceso a una lista única de combos, que se logran al unir presillas de botones específicas. Además, cada personaje es más hábil en un tipo particular de combate; Aragorn es el personaje más fuerte y equilibrado, Legolas es mejor en el combate a distancia, y Gimli tiene fuertes ataques cuerpo a cuerpo y a distancia.
Los combos, así como los aumentos de la salud y los ataques de mayor alcance y devastadores, deben comprarse entre niveles en la pantalla de mejoras de habilidades. Durante cada nivel, el jugador será calificado continuamente en la habilidad con la que despacha enemigos; "Justo", "Bueno", "Excelente" y "Perfecto". Cuanta más habilidad mata el jugador, más experiencia adquiere. La habilidad del jugador se mide con un medidor en pantalla que aumenta a medida que el jugador despacha enemigos. Para evitar que el medidor vuelva a caer, el jugador debe evitar ser golpeado, y debe matar a los enemigos usando una variedad de métodos diferentes. Cuando un jugador alcanza un nivel Perfecto, todos sus ataques aumentan en fuerza, y la experiencia de cada muerte se duplica. Sin embargo, El estado perfecto solo dura un breve período de tiempo. Al final de cada nivel, el jugador recibe una calificación general basada en su rendimiento y se le otorga el número correspondiente de puntos de actualización para gastar en nuevos combos y ataques más fuertes. Cuanto mejor haya actuado el jugador durante el nivel, más puntos de actualización estarán disponibles. Algunas actualizaciones solo están disponibles para la compra una vez que un jugador ha alcanzado un nivel de experiencia específico.
En la versión de Game Boy Advance, cada personaje tiene quince habilidades activas y pasivas que se pueden desbloquear y mejorar a medida que se adquiere experiencia. Una de las habilidades activas, por ejemplo, es "Invocar"; Gandalf convoca a un Gran Águila, Aragorn convoca a Legolas o Gimli; Legolas convoca a Gimli; Frodo convoca a Sam, y Éowyn convoca a Éomer. Las habilidades pasivas incluyen la habilidad de Aragorn para empuñar dos espadas a la vez, para golpear a los enemigos con su escudo y para arrojar su espada a los enemigos cercanos. Legolas puede obtener una habilidad de extracción rápida, así como la capacidad de disparar varias flechas a la vez. Cada vez que el jugador aumenta de nivel, puede atribuir puntos a fuerza, precisión, salud, defensa y coraje. Además, Frodo tiene la capacidad de usar el Anillo Único volverse invisible, pero solo puede hacerlo durante un cierto tiempo antes de atraer la atención de Sauron. El juego también presenta modo cooperativo multijugador a través de la función de enlace de Game Boy.

## Sinopsis
Después de un nivel tutorial en el que el jugador controla a Isildur durante la Batalla de la Última Alianza, el juego comienza con Aragorn en la sima de Amon Sûl, donde Frodo es atacado por el Rey Brujo de los Nazgul. Cuando el grupo, formado además por Sam, Merry y Pippin, huyen, llegan a Rivendel, donde Elrond consigue sanar a Frodo de la herida con arma de morgul. Es en Rivendel donde se celebra el Concilio, que debe debatir sobre el futuro del Anillo Único que encontró Bilbo Bolsón y que este dejó en herencia a Frodo, quien ha realizado una dura travesía desde la Comarca para llevarlo hasta allí. Se decide finalmente formar una Compañía del Anillo formada por Gandalf, Aragorn, el elfo Legolas, el enano Gimli, el hombre Boromir, de Gondor, y los hobbits Frodo, Sam, Merry y Pippin. Los nueve deben dirigirse a Mordor para destruir el Anillo Único.
Intentando cruzar la montaña Caradhras, una tormenta de nieve causa una avalancha cerrando el paso. Se decide, a regañadientes, que la única forma de pasar las Montañas Nubladas es por debajo, a través de las minas de Moria. Llegan a las Puertas de Durin, donde son atacados por el Vigilante, una horrible bestia que guarda las puertas a las minas enanas. Después de matar a la criatura, continúan hacia el interior de la gruta, donde Gimli se horroriza al conocer que su primo Balin, así como el resto de los enanos, han muerto por culpa de los goblins y orcos. En la Cámara de Mazarbul, la Comunidad encuentra la tumba de Balin y un registro de cómo los enanos perdieron la mina a los goblins. La confraternidad es atacada por un grupo de estos y por un troll de la cueva. La Comunidad lucha contra sus atacantes y llegan a la parte final de la mina, donde se encuentran como último obstáculo a un Balrog, una misteriosa bestia que despertaron los enanos en el interior de la mina. Solo Gandalf puede enfrentarse a ella. En el puente de Khazad-dûm ambos se enfrentan, cayendo el Balrog por el puente y llevándose en su caída a Gandalf, al que arrastra atándole la pierna con su látigo.
Tras el paso por Lórien, el grupo llega a Amon Hen, donde la Comunidad debe separarse. Aragorn ve como Frodo se marcha con el Anillo y hace su propio camino hacia Mordor. Mientras son emboscados por un grupo de Uruk-hai, Aragorn, Gimli y Legolas protegen la huida de Frodo, dándole tiempo para escapar con Sam. Mientras tanto, Boromir se queda solo para proteger a Merry y Pippin. Abrumado por el número de enemigos, es herido de muerte por Lurtz, el líder de los Uruk-hai. Merry y Pippin son tomados cautivos por el grupo de Uruk-hai. Antes de que Boromir muera, Aragorn, Legolas y Gimli lo alcanzan y juran vengar su muerte. Matan a Lurtz y parten en pos de Merry y Pippin, lo que les lleva al bosque de Fangorn, donde se encuentran con un mago. Inicialmente creyendo que es Saruman, pronto se dan cuenta de que es Gandalf, quien ha sido resucitado por los Valar como Gandalf el Blanco. Merry y Pippin también están a salvo, habiendo escapado de sus captores y estando bajo la protección de los Ent.
Gandalf les explica que  hay una alianza entre las dos torres de Barad-dûr en Mordor y Orthanc en Isengard, hogar de Saruman, que ha enviado legiones de Uruk-hai y orcos para devastar el campo de Rohan, cuyo rey, Théoden, se ha vuelto virtualmente comatoso por la magia de Saruman. Gandalf, Aragorn, Legolas y Gimli corren hacia Edoras, donde Gandalf libera a Théoden del hechizo de Saruman, y se decide que los habitantes de Rohan llegarán a la Profundidad de Helm, una fortaleza que nunca ha sido violada. Gandalf se va para obtener ayuda adicional, prometiendo regresar "con el cambio de la marea". Mientras tanto, en el camino hacia el Abismo de Helm, los viajeros son atacados por orcos que montan huargos, pero Aragorn, Legolas y Gimli son capaces de luchar contra ellos.
El juego vuelve a Aragorn, que está con Éowyn en las almenas. Las mujeres y los niños son llevados a las cuevas, cuando llega el ejército de Saruman, y la Batalla del Abismo de Helm comienza. Inicialmente, los defensores pueden contener a los atacantes, pero los Uruk-hai hacen un agujero en la pared exterior usando explosivos, a través de los cuales cientos de ellos, así como de orcos, entran. Después de que las mujeres y los niños se retiran más adentro, los defensores se mueven hacia el patio para intentar defender la puerta del Gran Comedor. Tras una larga batalla, la gran cantidad de atacantes demuestra demasiado y todos se retiran al interior. Arargorn, Legolas, Gimli, Théoden y el resto de los guerreros Rohan se preparan para hacer un ataque suicida fuera del Salón, pero cuando lo hacen, Gandalf llega con un gran ejército de Rohirrim, atacando a los Uruk-hai y los orcos desde atrás mientras el otros atacan desde el frente. El ejército de Saruman está diezmado.
Después de la batalla, Gandalf advierte a Aragorn que este es solo el comienzo de las hostilidades. Sin embargo, señala que Sauron teme a Aragorn, ya que sabe de la línea de sangre de Aragorn, y que puede inspirar a los hombres de Gondor. También dice que las fuerzas del bien tienen una gran ventaja sobre Sauron; el Anillo está escondido, y que deberían intentar destruirlo no ha entrado en la mente de Sauron. Espera que lo usen como arma, sin imaginar que se acerque a él todos los días.

## Desarrollo
El desarrollo del juego que finalmente se convirtió en Las dos torres comenzó en febrero de 2000, cuando Electronic Arts estaba planeando publicar un juego basado en la primera entrega de la trilogía, La Comunidad del Anillo, estrenada el año anterior. New Line Cinema envió a EA una copia del guion para intentar llevarlo al videojuego, así como guiones gráficos, mapas artísticos y otros avances. No obstante, la situación sobre ese primer juego de la saga nunca vería la luz, pues la empresa Vivendi Games se había hecho con los derechos, en asociación con Tolkien Enterprises, para adaptar al videojuego la obra literaria de Tolkien. Electronic Arts no tenía esa baza, pues sólo lo tenía para la adaptación de las películas. Es por ello que EA no sacaría al mercado dicha entrega y se afanó en incorporar algunos elementos en este videojuego de la primera película de Peter Jackson.
Los miembros de Stormfront Studios y EA Redwood Shores viajaron a Nueva Zelanda para pasar una semana en el set, concentrándose en el trabajo que se está haciendo para la película de 2002 Las dos torres. Mientras estaban en Nueva Zelanda, también visitaron Weta Workshop, que manejaban todos los efectos especiales y accesorios para las películas. Hasta julio de 2002, Stormfront se mantuvo en contacto regular con el equipo de producción para asegurar que el juego coincidiera lo más posible con la película terminada.
El productor del videojuego Scott Evans también explicó que, desde las primeras etapas de desarrollo, el equipo tuvo acceso a cortes de la película, modelos digitales y texturas del departamento de efectos visuales, captura de movimiento, efectos de sonido, material de la banda sonora, fotografía fija del set y al arte conceptual de preproducción, realizado por John Howe, y el material del departamento de accesorios. En el caso de animar al personaje de Aragorn, los desarrolladores incluso tenían a Viggo Mortensen y al maestro de la espada de la película, Bob Anderson, cuya actuación permitió al equipo de desarrollo del videojuego recrear ciertos movimientos de los personajes, cuadro por cuadro.
El juego fue anunciado oficialmente el 19 de febrero de 2002, cuando EA reveló que, aunque sería multiplataforma, inicialmente fue desarrollado por Stormfront Studios para PlayStation 2. Revelaron que los jugadores podrían controlar Aragorn, Legolas y Gimli en entornos 3D completos tomados directamente de las películas. El 16 de mayo, EA anunció una versión de Game Boy Advance, desarrollada por Griptonite Games, en la que los jugadores podían controlar a Frodo, Aragorn, Legolas, Gandalf y Éowyn. Esta versión también presentaría modo cooperativo multijugadora través del Game Link Cable. En el evento E3 en mayo de 2002, EA puso a disposición una breve demo jugable de la versión para PlayStation 2, que presentaba la jugabilidad en el nivel final del Abismo de Helm, con Aragorn como personaje jugable. También se puso a disposición una demo no jugable de la versión de Game Boy Advance.
En junio, EA reveló que Stormfront tenía noventa personas trabajando en el juego, y confirmó que el juego incluiría niveles tanto de La Comunidad del Anillo como de Las dos torres, así como de las interpretaciones de voz y físicas de los actores de las películas. Además se iban a recrear desde sets hasta las armas utilizadas en la película, todo para que el usuario tuviera la sensación de estar metido en el entorno.
El 24 de julio, EA anunció que el juego también se lanzaría para GameCube. Aunque estaba siendo desarrollado por Hypnos Entertainment en lugar de Stormfront, sería un puerto directo de la versión PlayStation 2. El 5 de agosto, EA canceló la versión de Windows cuando se hizo evidente que Ritual Entertainment no podría tenerla lista a tiempo.
En septiembre, EA reveló más información sobre la versión de PlayStation 2, incluida una lista completa de niveles. También explicaron el juego contaría con una serie de desbloqueable "extras estilo DVD", incluyendo entrevistas exclusivas con Peter Jackson, Barrie Osborne, Elijah Wood, Ian McKellen, Viggo Mortensen, Orlando Bloom y John Rhys-Davies, que no estarían disponibles en cualquier otro lugar, y que se centraría en la realización del juego. En total, incluyendo imágenes de la película editada en el juego, habría aproximadamente cuarenta minutos de contenido extra.
El 4 de octubre, poco antes del lanzamiento de la versión para PlayStation 2 del juego, EA anunció una secuela, que se lanzaría aproximadamente doce meses después, y que se basaría estrechamente en la película de 2003 de El retorno del Rey.